# 周道光
周道光（1513年—1577年），字子孚，號雲川，直隸蘇州府太倉州人，民籍，明朝政治人物。

## 生平
嘉靖十九年（1540年）庚子科應天府鄉試第七名舉人。嘉靖三十二年（1553年）中式癸丑科會試第七十四名，二甲第二十八名進士。工部观政，初授福建福宁州知州，未任，丁母忧归，继丁父艱。起复补北直隸開州，嘉靖三十九年（1560年），担任泉州府同知；嘉靖四十一年，担任泉州府知府。

## 家族
曾祖周顯，光祿寺署丞；祖父周璐；父周侃，號遁菴；母顧氏。